# Palazzo Sinibaldi

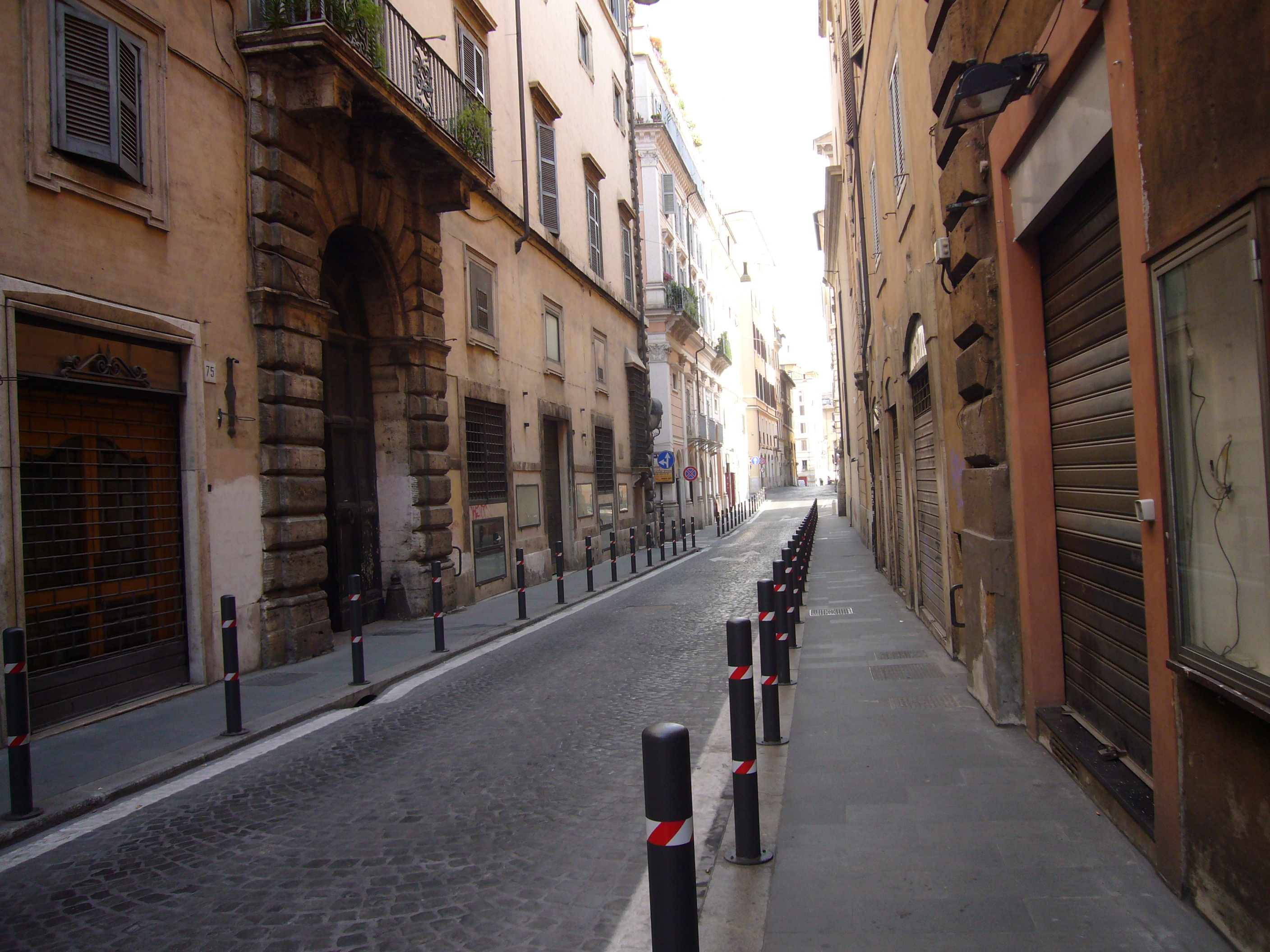
Nesta vista da Via di Torre Argentina, o Palazzo Sinibaldi está à esquerda.

Palazzo Vittori Sinibaldi, conhecido apenas como Palazzo Sinibaldi, é um palácio maneirista localizado na Via di Torre Argentina entre o Vicolo dei Sinibaldi e a Via de' Nari, na fronteira dos riones Pigna e Sant'Eustachio de Roma, com uma fachada também na Via Monterone.

## História
O Palazzo Sinibaldi foi construído no século XVII para os Sinibaldi, de Monteleone di Spoleto, uma família nobre da qual vieram vários funcionários da igreja no Capitólio, mas que se extinguiu em 1804. A estrutura original do edifício é medieval, quando estavam no local as residências dos Monterone, de Siena, passadas depois para os florentinos Vettori, aos Peretti, aos Nari e finalmente aos Sinibaldi, que as incorporaram ao seu novo palácio. Na primeira metade do século XIX, o palácio abrigou diversas manifestações artísticas: especialmente importantes foram as apresentações da ópera "Cesare in Egitto", de Giovanni Pacini em 1826 e da "academia" de violino de Niccolò Paganini no ano seguinte.
Em 1829, alguns apartamentos do palácio abrigaram a Accademia Latina e, a partir de 1870, a Prefeitura de Roma, que sublocou espaços para a Pontificia Accademia di Archeologia, depois Accademia dei Nuovi Lincei, e, em 1884, a Accademia degli Arcadi. Em 1908, a madre Colomba Gabriel fundou ali uma "casa-família" para jovens operários. Hoje, é a casa-mãe das Irmãs Beneditinas da Caridade (em italiano:  Suore Benedettine di Carità), mais conhecidas como Suore Pie Operaie.

## Decoração

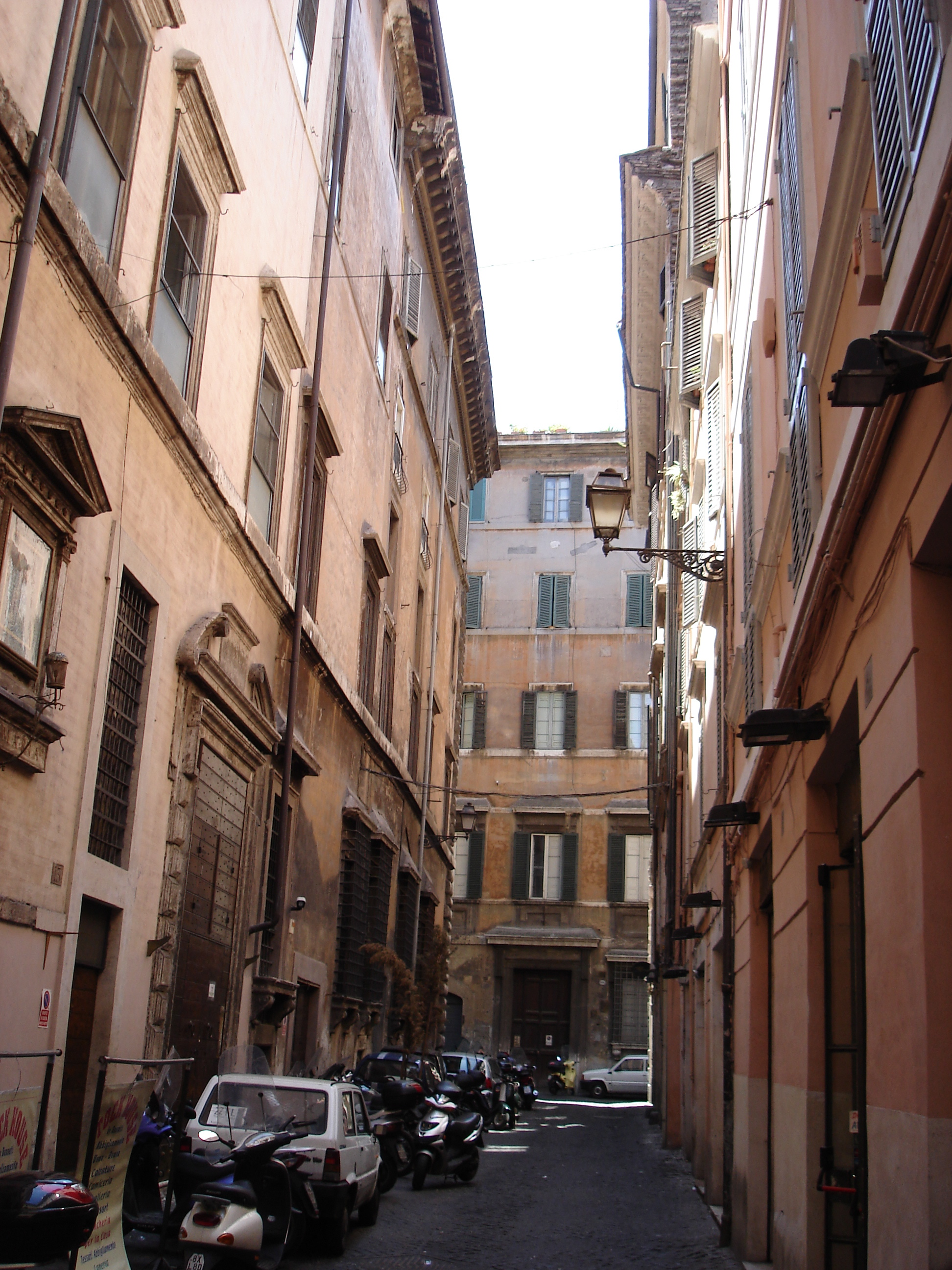
Fachada na Via de' Nari à esquerda.

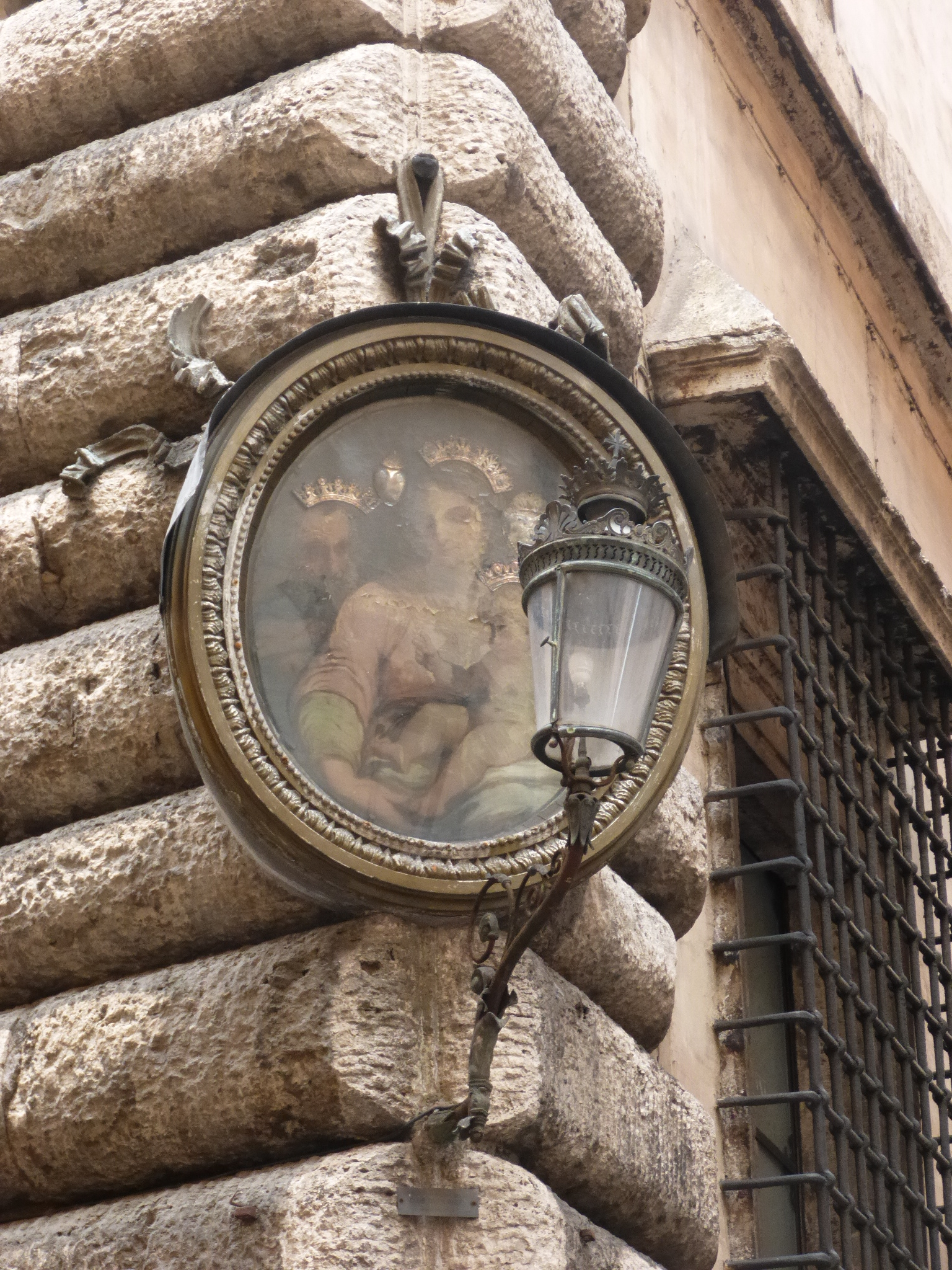
Santuário na esquina da Via di Torre Argentina com a Via de' Nari.

O palácio tem fachadas na Via di Torre Argentina, Via di Monterone e na Via dei Nari: a primeira, realizada no século XVII, se apresenta em três pisos de nove janelas cada, simples no terceiro, emolduradas no segundo e arquitravadas no primeiro. O térreo se abre num belo portal de silhares rusticados sobre o qual estão mísulas decoradas com rosas que sustentam uma varanda no piso nobre, para a qual se abre uma porta-janela com tímpano triangular; dos lados do portal estão quatro aberturas comerciais e quatro janelas simples, com exceção da última, arquitravada, gradeada e assentada sobre mísulas. Coroa a fachada um belo beiral sobre mísulas ornadas com rosas.
Na esquina, também decorada de alto a baixo com silhares rusticados, está uma pintura oval da "Virgem com o Menino nos Braços", com São José em segundo plano, uma obra do período entre os séculos XVI e XVII: a cornija, decorada com fitas, folhas e óvolo, é de madeira e estuque e remonta ao século XVIII. Um grande lampião com braço giratório de ferro forjado completa a composição. 
Na Via dei Nari, a fachada é do século XVI, mas com pouca uniformidade nos elementos arquitetônicos: nos três pisos estão quatorze janelas, das quais doze arquitravadas e duas emolduradas; no segundo, onze são emolduradas, duas das quais com uma pequena varanda, e as outras três, simples e postas num nível mais baixo; no terceiro piso, estão quatro janelas emolduradas, sete simples e, mais abaixo, outras três emolduradas. No piso térreo, o portal, com cornija e tímpano, é flanqueado, na altura do número 14, por uma porta comercial e por janelas arquitravadas e gradeadas apoiadas em mísulas; depois da primeira janela, à esquerda do portal, está uma edícula sagrada com uma imagem da "Virgem com o Menino". Trata-se de um óleo sobre tela retangular e afixado no interior de um pequeno templo de forma clássica, com duas lesenas de capitéis jônicos encimadas por um tímpano: tanto a Virgem quanto o Menino estão coroados e com uma auréola. Na base estão uma inscrição simples ("Ave Maria") e um ponto de luz.